# نظام ملكي مركب

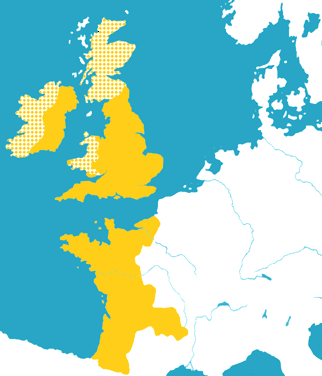
خريطة للامبرطورية البريطانية التي تضم مقاطعات تتمتع بحكم ذاتي مراعاة لتقاليد كل واحد منها

يشير مصطلح «النظام الملكي المركب» إلى حاكم مملكة موحدة يحكم كل إقليم كما لو أنه مملكة قائمة بذاتها وفقًا للتقاليد المحلية والهياكل القانونية أو يوفر قواعد عامة لمجموعة مختلفة من الأقاليم. ويفترض النهج الأخير أن العاهل يضمن تحقيق حل وسط على المستوى المشترك، في حين أن النهج الأول يفترض أن العاهل يحكم كل إقليم على حدة لتجنب تغيير هيكل السلطة المحلية وتجنب الصراع الذي قد ينجم عن فرض تغييرات فورية.

## الخلفية والأهمية
كان النظام الملكي المركب شائعًا في أوروبا في أوائل القرن الخامس عشر وحتى أواسط القرن الثامن عشر. وتضمن النظام الملكي المركب توحيد العديد من الأقاليم المحلية المختلفة تحت حاكم واحد. واقترحت إليوت أن هناك نوعين من النظام الملكي المركب هما الاتحاد “الثانوي” أو “aeque principali” (الأهمية المتساوية). ويضم النوع الأول من النظام الملكي المركب اتحادًا حيث تشترك الأقاليم الموحدة في نفس القوانين ولها الولاية القضائية ذاتها. ويشمل النظام الثاني الحفاظ على العادات والتقاليد وهياكل السلطة المحلية. وكان يحكم هذه الهياكل حاكم مركزي ينشئ سياسة دولة واسعة النطاق مع احترام السيادة المحلية والعادات المحلية الدينية والثقافية والسياسية، أو أن يقوم بدور مركزي أكثر أهمية ويبحث قواعد كل إقليم بشكل منفصل في ضوء العادات والتقاليد المحلية. وفي النهج الثاني فإنه يحكم كل إقليم كما لو كان “…الملك الذي [يحكمها جميعًا] هو ملك لكل إقليم منها فقط”. وتعني طريقة الحكم هذه أن تدخل الحكومة المركزية أو الحاكم كان نادرًا أو مسموحًا به وفقًا للعادات المختلفة والترتيبات القانونية للتعايش. وسمح ذلك بتواجد طبقات المجتمع المختلفة والأعراق والعادات بسلام داخل وحدة سياسية أكبر دون وجود صراع ملحوظ بينها. ويحاول العاهل في كل حالة التأكد من “ضمان الحفاظ على السلام والنظام والعدالة ورعاية الفقراء.”
كانت غالبية أوروبا في بداية الفترة الحديثة تحكمها نظم يمكن وصفها بالأنظمة الملكية المركبة. وكان تباين هذه النظم أمرًا ضروريًا لضمان وحدة الممالك المكونة لها؛ لأنها كانت في الغالب شديدة التباين. وحدت النظم الملكية المركبة في بداية الفترة الحديثة أقاليم مختلفة، وفي بعض الحالات أدى توحيد الأقاليم إلى إنشاء الأمم ذات القومية في العالم الحديث، وفي حالات أخرى لم تصبح هذه الأقاليم دولة موحدة ذات قومية. وحتى في أكثر الممالك المركبة توحدًا حينئذ، فرنسا، لم يكن غالبية السكان يتحدثون اللغة الفرنسية. ويبين ذلك مدى الاختلاف في الأماكن التي كانت تعتبر متجانسة. وتعتبر الإمبراطورية العثمانية أفضل مثال على النظام الملكي المركب، على الرغم من أن الإمبراطورية الرومانية المقدسة وتاج قشتالة وتاج أراجون ومملكة فرنسا ومملكة إنجلترا وويلز تعتبر كذلك من الأمثلة المشهورة على النظام الملكي المركب.

## الإمبراطورية العثمانية
كانت الإمبراطورية العثمانية أفضل مثال على النظام الملكي المركب، في بداية الفترة الحديثة. واتحدت بقايا الإمبراطورية البيزنطية من أوروبا الشرقية تحت حكم السلطان العثماني محمد الثاني بحلول عام 1453 وضمت الإمبراطورية مجموعة كبيرة من الأقاليم المحيطة بالبحر المتوسط. ونجح السلطان العثماني في “ضم” الإمبراطورية البيزنطية تحت الحكم العثماني. وضمت الأراضي العثمانية مجموعة واسعة من التقاليد الثقافية والقانونية والدينية.
وحافظ العثمانيون على إمبراطورية aeque principali (الأهمية المتساوية) حيث ظلت ممارسة العادات والتقاليد المحلية كما هي. وفي كثير من الحالات، سمح العثمانيون لمن تحت حكمهم من المسيحيين من كافة الطوائف واليهود أن تكون لهم مجتمعاتهم الخاصة حيث يطبقون قوانينهم ويمارسون عاداتهم كجزء من الدولة العثمانية ككل، والتي كانت تتضمن في الغالب أنظمة قانونية منفصلة لكل إقليم حيث تضمنت الحفاظ على الكثير من العادات والتقاليد المحلية. ويشبه هذا النهج إلى حد ما نُهُج النظم الملكية المركبة الأخرى باستثناء أن الأقاليم العثمانية تضمنت سكانًا أكثر تباينًا إلى حد كبير. وانعكس هذا التباين داخل الإمبراطورية على الطبقة العثمانية الحاكمة. فعلى العكس من أغلب الأمثلة الأوروبية، ضمت الطبقة العثمانية الحاكمة مجموعة واسعة متباينة من الأفراد والعادات الثقافية. ولم يكن الانضمام للطبقة العثمانية الحاكمة قاصرًا على ذوي الأرحام فقط بل كان هناك الكثيرون من أصحاب العادات الثقافية واللغوية الأخرى.
وكان الاختلاف الأكثر جذبًا للانتباه والذي يميز الإمبراطورية العثمانية عن غيرها من النظم الملكية المركبة في أوروبا أنها سمحت بحرية العقيدة الدينية إلى حد كبير أكبر مما سمح به الأوربيون. وانتشرت الصراعات الدينية في بداية الفترة الحديثة (خاصة في القرنين السادس عشر والسابع عشر). ولم يشترط العثمانيون على رعاياهم اعتناق دين الملك، حيث كان هذا الشرط أهم جزء عند غالبية الممالك المركبة. وكانت الإمبراطورية العثمانية شديدة التباين وكانت هناك القيل من القيود على أنشطة الأقليات. وكان لدى المسيحيين والمسلمين واليهود والأتراك واليونانيين والمجريين والعرب والأرمن والأكراد، وأعضاء النقابات والبيروقراطيين والعبيد حرية العمل والعيش في جميع أنحاء الإمبراطورية. وكان هذا المستوى من حرية العقيدة غريبًا إلى حد كبير بالنسبة لبقية دول أوروبا خلال بداية الفترة الحديثة. وتعتبر محاكم التفتيش في إسبانيا، والأحياء اليهودية في إيطاليا هي أمثلة على التقييد الديني والتعصب داخل أوروبا التي ليست ضمن الدولة العثمانية. وهذا الافتقار للتسامح الديني يعد اختلافًا كبيرًا بين بقية أوروبا والدولة العثمانية.

## إسبانيا
كانت بدايات إسبانيا الحديثة مثالاً للنظام الملكي المركب القائم على نهج aeque principali (الأهمية المتساوية). تضمن النهج الإسباني نظمًا إدارية وضرائب منفصلة لكل إقليم. بدأ النظام الملكي المركب في إسبانيا باسترداد وتوحيد تاجي أراجون وقشتالة في أواخر القرن الخامس عشر.
وطوال معظم أوائل الفترة الحديثة، احتفظ كل إقليم في إسبانيا بحرياته الخاصة (fueros)، وتضمن ذلك النظم الإدارية ونظم الحوكمة. وتعتبر وسائل جمع الضرائب مثالاً ممتازًا على النظم المختلفة في النظام الملكي المركب في إسبانيا. حيث تباين نظام الضرائب في إسبانيا على أساس كل إقليم، حتى في داخل بعض الأقاليم أحيانًا كان يوجد نظم ضرائب خاصة. أدى اختلاف نظم الضرائب إلى الاعتماد على إيرادات قشتالة في مقابل المناطق الإسبانية الأخرى. وعلى الرغم من اتحاد كل إسبانيا تحت نفس الحاكم، تمت معاملة كل إقليم بطريقة مختلفة بشدة ويحكمه ملك ومديرون مركزيون بما يتماشى مع العادات المحلية وهياكل السلطة. ويتمتع الحاكم بحرية أكبر في التشريع في كتالونيا عنه في أراجون. وكانت النخبة في أراجون والمجلس الذي يمثلها يُنظر إليهم على أن لديهم سلطة أكثر من النخبة في كتالينا. وفي حالة تقديم التماسات لمنع الاحتكار، يتجاهل الملك طلبات معارضة احتكار الحبوب في حالة كتالونيا ويقبل طلب معارضة احتكار الحبوب في أراجون. وهذا يبين اختلاف النهج المستخدم في حكم كل إقليم. وكان الحكم الملكي في بداية إسبانيا الحديثة يحاول إحداث توازن حيث كان العاهل يحاول الحفاظ على وحدة الأقاليم وولائها مما يتطلب استرضاء المصالح المحلية. وتم بحث نهج حكم كل جزء من الأراضي الإسبانية لتحديد احتياجات الفئات المجتمعية المختلفة داخل الإقليم ثم يحكم على أساس توافق الآراء الذي تم التوصل إليه. وتضمن الحكم المركب في إسبانيا مشاورات ومفاوضات بين مسئولي الدولة المركزية وكل إقليم على حدة وغالبًا ما ينتج عنها اتفاقيات وقوانين مختلفة لكل إقليم. كما تضمنت الطبيعة المركبة المتباينة للحكم الملكي في إسبانيا الطبقات الاجتماعية المختلفة وقدرتها على المساومة في مقابل الحكومة المركزية. وتسبب اختلاف الطبقات الاجتماعية في المزيد من التعقيدات داخل الحكم المركب الإسباني. وكان على الحكومة المركزية أن تأخذ في اعتبارها ليس فقط خصوصيات العادات الإقليمية والمؤسسات ولكن أيضا الاختلافات الإقليمية في البنية الاجتماعية ومصالح البنية الاجتماعية. وفي حالة ممارسة الاحتكار في برشلونة، اختلفت مصالح النقابات والحرفيين مع مصالح رجال الدين والنبلاء. وتطلب تباين المصالح توصل الملك والمسئولين المركزيين لديه إلى قرار بهذا الشأن.

## مملكة إنجلترا وويلز ومملكة بريطانيا العظمى
تضمنت بداية المملكة المتحدة الحديثة (إنجلترا وويلز وإسكتلندا بعد ذلك) كلا من اتحاد تابع واتحادًا aeque principali (متساوي الأركان). وكان الاتحاد بين إنجلترا وويلز اتحاد تبعية حيث كانت القواعد والقوانين الإنجليزية ممنوحة لويلز في قوانين الاتحاد لعامي 1536 و1543. Iوعلى النقيض، تضمن الاتحاد بين إنجلترا وإسكتلندا الحفاظ على عادات المؤسسات والتقاليد القانونية الخاصة بإسكتلندا. وفي إسكتلندا على سبيل المثال تم الاحتفاظ بالكنيسة الإسكتلندية (الكنيسة المشيخية) بينما لم تتبقَ كنيسة منفصلة لويلز. واندمجت إنجلترا وويلز في حين احتفظت إسكتلندا بالعديد من مؤسساتها وتقاليدها المتفردة، مثل القانون الإسكتلندي.

## قائمة المصادر
- Corteguera L.,”Popular Politics in Composite Monarchies: Barcelona Aritsans and the Campaign for a Papal Bull Against Hoarding (1580-5)” in Social History, Volume 26, Issue 1, January 2001, pp. 22–39.
- Elliot. J. H., “A Europe of Composite Monarchies”, in Past and Present, No. 137, Nov. 1992. pp. 48–71.
- Goffman, D., and Stroop, C., “Empire As Composite: The Ottoman Polity and the Typology of Dominion.” In Imperiali<a href="sms:">sms: Historical and Literary Investigations, 1500-1900. Eds. Balachandra Rajan and Elizabeth Sauer. New York: Palgrave Macmillan,2004. p. 129-145.
- Irigoin A., Grafe R., “Bargaining for Absolutism: A Spanish Path to Nation-State and Empire Building” in Hispanic American Historical Review, Vol. 88, No. 2, 2008. pp. 173–209

## كتابات أخرى
- Cariizares-Esguearra, Jorge. Iberian Colonial Science. Isis. Philadelphia: March 2005, Volume 96, Issue 1: University of Chicago. Pg 64.